# Gösta Magnusson
Gösta Magnusson   (Örebro, 1915 - Örebro, 1948) fou un aixecador suec que va competir durant la dècada de 1940.
El 1948 va prendre part en els Jocs Olímpics de Londres, on guanyà la medalla de bronze en la categoria del pes pesant lleuger del programa d'halterofília.
En el seu palmarès també destaca una medalla d'or al Campionat d'Europa d'halterofília de 1948 en el pes pesant lleuger.